# Черета (Терни)
Черета је насеље у Италији у округу Терни, региону Умбрија.
Према процени из 2011. у насељу је живело 59 становника. Насеље се налази на надморској висини од 318 м.